# Китай на Олімпійських іграх
Китайська Народна Республіка вперше взяла участь в Олімпійських іграх 1952 року. Внаслідок суперечки щодо політичного статусу Китайської Республіки команда континентального Китаю пропустила наступні Ігри аж до зимової Олімпіади 1980 року. КНР приймала літні Олімпійські ігри 2008 у Пекіні.
Китайські спортсмени брали участь в Олімпіадах 1932, 1936 та 1948 років, представляючи Китайську Республіку. З 1984 спортсмени Тайваню представлені на Олімпійських іграх окремою командою під назвою Китайський Тайпей. Гонконг теж має свою окрему команду, яка з Олімпіади 2000 року виступає під назвою Гонконг, Китай. 
Китайські спортсмени попереду всієї планети в настільному тенісі й бадмінтоні. Вони також очолили золотий медальний залік Пекінської олімпіади. Втім, китайці прагнуть зрівнятися з провідними спортивними країнами за кількістю медалей на душу населення. 

## Таблиці медалей

### Медалі літніх Ігор
| Ігри                  | Золото | Срібло | Бронза | Загалом | Місце |
| Лос-Анджелес 1984     | 15     | 8      | 9      | 32      | 4     |
| Сеул 1988             | 5      | 11     | 12     | 28      | 11    |
| Барселона 1992        | 16     | 22     | 16     | 54      | 4     |
| Атланта 1996          | 16     | 22     | 12     | 50      | 4     |
| Сідней 2000           | 28     | 16     | 14     | 58      | 3     |
| Афіни 2004            | 32     | 17     | 14     | 63      | 2     |
| Пекін 2008 (господар) | 51     | 21     | 28     | 100     | 1     |
| Лондон 2012           | 38     | 27     | 23     | 88      | 2     |
| Усього                | 201    | 144    | 128    | 473     |       |

### Медалі літніх видів спорту
| Вид спорту                      | Золото | Срібло | Бронза | Загалом | Місце |
| Стрибки у воду                  | 33     | 17     | 9      | 59      | 2     |
| Гімнастика                      | 29     | 20     | 19     | 68      | 4     |
| Важка атлетика                  | 29     | 13     | 8      | 50      | 2     |
| Настільний теніс                | 24     | 15     | 8      | 47      | 1     |
| Стрілецький спорт               | 21     | 13     | 15     | 49      | 2     |
| Бадмінтон                       | 16     | 8      | 14     | 38      | 1     |
| Плавання                        | 12     | 17     | 8      | 37      | 10    |
| Дзюдо                           | 8      | 3      | 9      | 20      | 4     |
| Легка атлетика                  | 6      | 3      | 12     | 21      | 20+   |
| Тхеквондо                       | 5      | 1      | 2      | 8       | 2     |
| Фехтування                      | 4      | 6      | 2      | 12      | 10    |
| Бокс                            | 3      | 2      | 3      | 8       | 20+   |
| Боротьба                        | 2      | 3      | 3      | 8       | 20+   |
| Волейбол                        | 2      | 2      | 3      | 7       | 6     |
| Вітрильний спорт                | 2      | 2      | 1      | 5       | 20+   |
| Стрільба з лука                 | 1      | 6      | 2      | 9       | 4     |
| Веслування на байдарках і каное | 2      | 0      | 0      | 2       | 20+   |
| Академічне веслування           | 1      | 4      | 2      | 7       | 20+   |
| Теніс                           | 1      | 0      | 1      | 2       | 10+   |
| Велоспорт                       | 0      | 3      | 3      | 6       | 30+   |
| Синхронне плавання              | 0      | 0      | 1      | 1       | 6     |
| Баскетбол                       | 0      | 1      | 1      | 2       | 6     |
| Хокей на траві                  | 0      | 1      | 0      | 1       | 10+   |
| Футбол                          | 0      | 1      | 0      | 1       | 20+   |
| Сучасне п'ятиборство            | 0      | 1      | 0      | 1       | 10+   |
| Софтбол                         | 0      | 1      | 0      | 1       | 4     |
| Гандбол                         | 0      | 0      | 1      | 1       | 20+   |
| Усього                          | 201    | 144    | 128    | 473     |       |

### Медалі зимових видів спорту
| Вид спорту          | Золото | Срібло | Бронза | Загалом | Місце |
| Шорт-трек           | 7      | 10     | 7      | 24      | 3     |
| Фристайл            | 1      | 3      | 2      | 6       | 6     |
| Фігурне катання     | 1      | 2      | 4      | 7       | 13    |
| Ковзанярський спорт | 0      | 3      | 3      | 6       | 18    |
| Керлінг             | 0      | 0      | 1      | 1       | 8     |
| Усього              | 9      | 18     | 17     | 44      |       |